# 770 Балі
770 Балі (770 Bali) — астероїд головного поясу, відкритий 31 жовтня 1913 року.
Тіссеранів параметр щодо Юпітера — 3,631.